# Мердок Стедіум
«Мердок Стедіум» (англ. Murdock Stadium) — багатофункціональний стадіон у місті Торренс, Каліфорнія, університетська спортивна арена кампусу коледжу Ель Каміно.
Стадіон побудований та відкритий 1958 року. У 2016 році здійснена капітальна реконструкція арени з перебудовою всіх конструкцій. Потужність становить 12 127 глядачів.
Арені присвоєно ім'я президента-засновника коледжу Ель Каміно Форреста Дж. Мердока.